# Jahonotin Uvaysiy
Jahonotin Uvaysiy, född 1781, död 1845, var en uzbekisk sufisk poet.
Nedslagskratern Uvaysi på planeten Venus är uppkallad efter henne.